# 10月です
10月です（10がつです、朝鮮語: 10월 입니다、英語: It Is October）は、朝鮮民主主義人民共和国の楽曲。
鄭永浩の詩をもとにしている。

## 内容
内容は、「わが党（朝鮮労働党）が創建された10月、人生を開いてくれた10月、永遠に輝かせていく10月、感激と喜び、愛と信頼、忠誠の10月を嬉しく思う」、というものである。